# VfB Kirchhellen
Der VfB Kirchhellen (vollständiger Name: Verein für Bewegungsspiele Kirchhellen 1920 e.V.) ist ein Sportverein aus dem Bottroper Stadtteil Kirchhellen. Die erste Fußballmannschaft spielte zwischen 1998 und 2001 in der damals viertklassigen Oberliga Westfalen.

## Geschichte
Gegründet wurde der Verein am 25. Mai 1920. Zwei Jahre später schloss sich der im Vorjahr gegründete Verein Sportfreunde 1921 Kirchhellen dem VfB an. Bis in die 1980er-Jahre pendelte die Mannschaft zwischen Bezirks- und Kreisliga. Im Jahre 1985 stieg der VfB erstmals in die Landesliga auf und gehörte bis 1989 dieser Klasse an. Nach dem Wiederaufstieg im Jahre 1992 folgte zwei Jahre später gar der Aufstieg in die Verbandsliga. 1998 stieg die Mannschaft als Meister der Südgruppe in die Oberliga Westfalen auf. In der Saison 1998/99 belegten die Kirchheller Platz elf. Nach einem zwölften Platz ein Jahr später musste die Mannschaft 2001 als abgeschlagener Tabellenletzter wieder absteigen. Erst am 31. Spieltag gelang damals der erste von zwei Saisonsiegen.
Wegen großer finanzieller Probleme verzichtete der Verein auf seinen Platz in der Verbandsliga und wagte in der Gelsenkirchener Kreisliga A einen Neuanfang. Im Jahre 2006 gelang der Aufstieg in die Bezirksliga, die bis 2012 gehalten werden konnte. 2019 gelang der erneute Aufstieg in die Bezirksliga, nachdem sich der VfB im Relegationsspiel gegen Eintracht Gelsenkirchen im Elfmeterschießen durchsetzen konnte. Im Jahr 2023 folgte der erneute Abstieg aus der Bezirksliga in die Kreisliga A Gelsenkirchen aufgrund des schlechteren Torverhältnisses gegenüber dem SV Zweckel. Die Mannschaft schaffte über Umwege den direkten Wiederaufstieg. Zwar verloren die Kirchhellener das Endspiel um die Kreismeisterschaft mit 0:1 gegen die Sportfreunde Blumke. Anschließend setzte sich die Mannschaft in den Aufstiegsspielen gegen den Hagener Vizemeister TSV Fichte Hagen mit 6:4 und 6:1 durch.

## Platzierungen der letzten Jahre
Grün unterlegte Platzierungen kennzeichnen einen Aufstieg, rot unterlegte einen Abstieg.
| Saison  | Liga                       | Platz | Spiele | S  | U  | N  | Tore   | Punkte |
| ------- | -------------------------- | ----- | ------ | -- | -- | -- | ------ | ------ |
| 1998/99 | Oberliga Westfalen         | 13.   | 30     | 9  | 8  | 13 | 50:61  | 32     |
| 1999/00 | Oberliga Westfalen         | 12.   | 28     | 7  | 8  | 13 | 47:56  | 29     |
| 2000/01 | Oberliga Westfalen         | 19.   | 36     | 2  | 5  | 29 | 34:110 | 11     |
| 2001/02 | Kreisliga A1 Gelsenkirchen | 7.    | ?      | ?  | ?  | ?  | ?      | ?      |
| 2002/03 | Kreisliga A1 Gelsenkirchen | 6.    | ?      | ?  | ?  | ?  | ?      | ?      |
| 2003/04 | Kreisliga A1 Gelsenkirchen | 3.    | 30     | 17 | 9  | 4  | 94:31  | 60     |
| 2004/05 | Kreisliga A1 Gelsenkirchen | 3.    | 30     | 19 | 3  | 8  | 81:43  | 60     |
| 2005/06 | Kreisliga A1 Gelsenkirchen | 1.    | 30     | 24 | 4  | 2  | 111:33 | 76     |
| 2006/07 | Bezirksliga Staffel 13     | 10.   | 30     | 13 | 5  | 12 | 55:55  | 44     |
| 2007/08 | Bezirksliga Staffel 12     | 13.   | 30     | 7  | 13 | 10 | 40:50  | 34     |
| 2008/09 | Bezirksliga Staffel 12     | 11.   | 28     | 11 | 1  | 16 | 44:55  | 34     |
| 2009/10 | Bezirksliga Staffel 12     | 10.   | 30     | 9  | 9  | 12 | 54:54  | 36     |
| 2010/11 | Bezirksliga Staffel 12     | 8.    | 30     | 13 | 5  | 11 | 57:54  | 41     |
| 2011/12 | Bezirksliga Staffel 12     | 13.   | 30     | 6  | 8  | 16 | 33:72  | 26     |
| 2012/13 | Kreisliga A1 Gelsenkirchen | 10.   | 30     | 10 | 6  | 14 | 43:50  | 36     |
| 2013/14 | Kreisliga A1 Gelsenkirchen | 6.    | 30     | 15 | 5  | 10 | 71:41  | 50     |
| 2014/15 | Kreisliga A1 Gelsenkirchen | 7.    | 30     | 11 | 5  | 14 | 56:54  | 38     |
| 2015/16 | Kreisliga A1 Gelsenkirchen | 4.    | 28     | 16 | 5  | 7  | 69:31  | 53     |
| 2016/17 | Kreisliga A1 Gelsenkirchen | 2.    | 28     | 23 | 3  | 4  | 116:24 | 72     |
| 2017/18 | Kreisliga A1 Gelsenkirchen | 2.    | 28     | 21 | 4  | 3  | 84:31  | 67     |
| 2018/19 | Kreisliga A1 Gelsenkirchen | 1.    | 28     | 24 | 3  | 1  | 104:16 | 81     |
| 2019/20 | Bezirksliga Staffel 9 1    | 11.   | 17     | 6  | 3  | 8  | 34:33  | 21     |
| 2020/21 | Bezirksliga Staffel 14 2   | –     | –      | –  | –  | –  | –:–    | –      |
| 2021/22 | Bezirksliga Staffel 14     | 10.   | 30     | 7  | 11 | 12 | 59:66  | 32     |
| 2022/23 | Bezirksliga Staffel 9      | 14.   | 32     | 9  | 10 | 13 | 47:71  | 37     |
| 2023/24 | Kreisliga A1 Gelsenkirchen | 1.    | 28     | 25 | 3  | 0  | 118:14 | 78     |
| 2024/25 | Bezirksliga Staffel 9      | 10.   | 28     | 8  | 9  | 11 | 50:55  | 33     |

## Erfolge
- 1931/32: Bezirksmeister "Untere Emscher" und Aufstieg in die Industrie-Gauklasse.
- 1984/85: Aufstieg in die Landesliga
- 1991/92: Rückkehr in die Landesliga durch einen 3:0-Sieg über BW Wulfen. Das Entscheidungsspiel fand vor über 3000 Besuchern in Dorsten statt.
- 1993/94: Aufstieg in die Verbandsliga durch einen 2:1-Sieg in der 92. Minute im letzten Meisterschaftsspiel gegen Teutonia Waltrop.
- 1997/98: Der bisher größte Erfolg in der Vereinsgeschichte des VfB. Mit neun Punkten Vorsprung Aufstieg in die Oberliga Westfalen, der vierthöchsten Fußballklasse in Deutschland.

## Persönlichkeiten
- Peter Anders
- Dieter Götz
- Timo Kunert
- Marcel Sobottka
- Maurice Multhaup